# Gertrud Woker
Gertrud Johanna Woker (Bern, 16 december 1878 - Marin-Epagnier, 13 september 1968) was een Zwitserse chemica, feministe en pacifiste.

## Biografie
Gertrud Woker was een dochter van Philipp Woker en een zus van Harald Woker. Na haar studies chemie aan de Universiteit van Bern werd ze in 1903 de eerste Zwitserse vrouw die een doctoraat in de chemie behaalde met het proefschrift Synthese des 3,4 Dioxyflavons. Na een studieverblijf in Berlijn behaalde ze in 1906/1907 haar habilitatie aan de Universiteit van Bern, waar ze vervolgens de eerste vrouwelijke privaatdocent chemie werd in de Duitse taalgebieden. Ze had er van 1911 tot 1951 de leiding over het chemisch laboratorium en werd in 1933 de eerste vrouwelijke buitengewone hoogleraar chemie.
Woker zette zich ook in voor gelijke rechten voor vrouwen. Tijdens de Eerste Wereldoorlog werd ze lid van de Internationale Vrouwenbond voor Vrede en Vrijheid (WILPF), waarbinnen ze in 1924 van de oprichtsters was van de commissie tegen het gebruik van chemische middelen voor oorlogsdoeleinden. Ze vestigde de aandacht op de gevaren van chemische wapens en verzette zich tegen het gebruik van wetenschap in de wapenindustrie. Na de Tweede Wereldoorlog was ze lid van de Zwitserse vereniging tegen atoomwapens.
Naast haar wetenschappelijke werken, waaronder haar vierdelige magnum opus Die Katalyse. Die Rolle der Katalyse in der analytischen Chemie (1910-1931), publiceerde ze ook pacifistische bijdragen.
In 2021 werd haar leven verfilmd in de documentaire Die Pazifistin. Gertrud Woker - eine vergessene Heldin van Fabian Chiquet en Matthias Affolter, die voor het eerst werd vertoond op de Solothurner Filmtage.

## Werken
- (de)  Skizzen, 1902.
- (de)  Synthese des 3,4 Dioxyflavons, 1903.
- (de)  Probleme der katalytischen Forschung, 1907.
- (de)  Die Katalyse. Die Rolle der Katalyse in der analytischen Chemie, vier delen, 1910-1931;
  - Deel 1: Allgemeiner Teil, 1910.
  - Deel 2: Anorganische Katalysatoren, 1916.
  - Deel 3: Biologische Katalysatoren, eerste helft: Hydrolysierende Fermente, 1924.
  - Deel 4: Biologische Katalysatoren, tweede helft: Atmungsfermente, 1931.
- (de)  Über Giftgase (redevoering op het WILPF-congres in Washington), mei 1924.
- (de)  Wissenschaft und wissenschaftlicher Krieg, 1925.
- (de)  Der kommende Giftgaskrieg, 1925.
- (de)   Giftgas und Tiere, 1928.
- (de)  "Gas!" in Das Tagebuch, tiende jaargang, 1929, 12-16.
- (de)  Der kommende Gift- und Brandkrieg und seine Auswirkungen gegenüber der Zivilbevölkerung, 1932.
- (de)  Bericht über biologischen Krieg, 1949.
- (de)  Massenvernichtungs-Waffen, 1952.
- (de)  Rettet die Menschheit! (redevoering op de Duits-Frans-Zwitserse vredesconferentie), 1962.
- (de)  Wie steht es mit der Achtung vor dem menschlichen Leben?, 1963.
- (de)  An die Ewiggestrigen, 1956.
- (en)  Atomic Energy and alternative sources of power, 1957.
- (de)  Atomaufrüstung auch in der Schweiz?, 1958.
- (de)  Die Chemie der natürlichen Alkaloide, 1953.

## Film
- Die Pazifistin. Gertrud Woker - eine vergessene Heldin, 2021.